# 福田己津央
福田己津央（日语：／ Fukuda Mitsuo，1960年10月28日—）是日本的動畫監製。出身於日本栃木縣。曾使用、等名義活動。高中畢業後加入日昇動畫。
曾參與多部動畫的制作工作，主要監督作品有《閃電霹靂車》、《機動戰士GUNDAM SEED》等。其妻子兩澤千晶亦協助及參與部份動畫的劇本編寫工作。

## 參與作品
1987
- 《機甲戰記》（分鏡、演出）

1988
- 《魔神英雄傳》（分鏡、演出）

1989
- 《魔動王》（分鏡、演出）

1991
- 《閃電霹靂車》（監督、分鏡、演出）

1992
- 《閃電霹靂車11》（監督、分鏡、演出）

1994
- 《閃電霹靂車ZERO》（監督、分鏡、演出）

1996
- 《閃電霹靂車SAGA》（監督、分鏡、演出）

1998
- 《閃電霹靂車SIN》（監督、分鏡、演出）

2000
- 《GEAR戰士電童》（總監督、分鏡）

2002
- 《機動戰士GUNDAM SEED》（監督、分鏡、演出）

2004
- 《機動戰士GUNDAM SEED DESTINY》（監督、分鏡、演出）

2012
- 《機動戰士GUNDAM SEED HD REMASTER》（監督、演出）

2013
- 《機動戰士GUNDAM SEED DESTINY HD REMASTER》（監督）

2014
- 《CROSSANGE 天使與龍的輪舞》（製片人）

2024
- 《機動戰士鋼彈SEED FREEDOM》（監督）
- 《金剛戰神U》（監督）